# 久保田あさみ
久保田 あさみ（くぼた あさみ、1990年2月24日 - ）は、グラビアアイドル。

## 経歴
16歳のときギャル雑誌「姫スタイル」の読者モデルとなる。17歳でスカウトされ未成年のグラビアモデルとして芸能活動を始め、過激な露出を厭わない黒ギャル系の巨乳グラドルとして着エロ業界で人気を博す。2007年から発売されたDVDは34タイトル（タイトルは下記参照#作品紹介）にのぼり、着エロ業界全盛期のNo.1グラビアアイドルとされる。2010年の妊娠を機に一時活動を中断したが翌々年の2012年に活動を再開、2019年6月現在も活動中である。

## 人物
- 姫スタイルの公式サイトに読者モデル時代の「佐藤あいら」名義でブログが残っている[1]。
- グラビア活動の初期は童顔を活かし、おとなしいロリキャラのジュニアアイドルとして売り出していた。
- 18歳になると派手な化粧を施したギャル路線に転向。露出の過激な水着を着用するようになり、ジュニアアイドルから転向した来歴とAV女優顔負けの巨乳がウケて大ブレイクした。[独自研究?]
- 手で胸を隠しながらアクシデントを装い乳首を見せる演出は「あさみ見せ」と呼ばれ、自然な演技が好評を博した。[独自研究?]
- 趣味は、旅行、焼肉を食べること

## 作品紹介

### DVD
- 「ひめか」（2007年8月1日/ドリームワーク）
- 「未経験」（2007年10月5日/キングダム）
- 「プレイメイト」（2008年1月25日/キングダム）
- 「ロリフェイス」（2008年5月30日/キングダム）
- 「my girl」（2008年8月8日/キングダム）
- 「LOVE LOVE」（2008年10月31日/キングダム）
- 「スイート」（2008年12月12日/キングダム）
- 「16の青春」（2009年3月27日/キングダム）
- 「ティーンH」（2009年5月15日/キングダム）
- 「あさみの○△※」（2009年8月28日/キングダム）
- 「メスとオス」（2009年10月16日/キングダム）
- 「哀愁デート」（2010年1月8日/デビル）
- 「覚醒だよ」（2010年3月26日/キングダム）
- 「ヌーディー」（2010年7月23日/キングダム）
- 「エキス」（2010年10月8日/キングダム）
- 「PREMIUM」（2011年1月28日/キングダム）
- 「PREMIUM2」（2011年4月8日/キングダム）
- 「ただいまっ」（2012年10月22日/キングダム）
- 「私はMなんです…」（2012年12月14日/キングダム）
- 「赤い衝撃」（2013年2月22日/キングダム）
- 「新境地」（2013年4月26日/キングダム）
- 「セクシーポリスを拘束しちゃうぞ?」（2013年7月26日/キングダム）
- 「愛人倶楽部」（2013年10月18日/キングダム）
- 「愛の宅配便」（2013年12月13日/キングダム）
- 「TOKYOラグジュアリーホテル」（2014年3月21日/キングダム）
- 「Love live!」（2014年7月11日/キングダム）
- 「sexy flight」（2014年10月17日/キングダム）
- 「罪と罰」（2015年1月30日/キングダム）
- 「小悪魔アゲハ」（2015年4月24日/キングダム）
- 「メープルシロップ」（2016年1月22日/キングダム）
- 「WATER GUN」（2017年5月5日/キングダム）
- 「Extreme」（2019年1月11日/キングダム）
- 「胸騒ぎの恋人」（2019年5月17日/キングダム）
- 「Taboo」（2019年6月21日/キングダム）